# Prezidentské volby ve Finsku 2012
Prezidentské volby ve Finsku 2012 byly čtvrtými volbami prezidenta Finské republiky na šestileté funkční období, které se konaly v systému dvoukolové přímé lidové volby. Prezidentem se stal Sauli Niinistö.

## Průběh

### První kolo
Prvního kola (22. ledna 2012) se účastnili kandidáti osmi politických stran. Výsledky byly následující:
1. Sauli Niinistö (konzervativci), 1 131 254 hlasů, tj. 36,96 %
2. Pekka Haavisto (Zelený svaz), 574 275 hlasů, tj. 18,76 %
3. Paavo Väyrynen (centristé), 536 555 hlasů, tj. 17,53 %
4. Timo Soini (Praví Finové), 287 571 hlasů, tj. 9,40 %
5. Paavo Lipponen (Finská sociálně demokratická strana), 205 111 hlasů, tj. 6,70 %
6. Paavo Arhinmäki (Levicový svaz), 167 663 hlasů, tj. 5,48 %
7. Eva Biaudet(ová) (Švédská lidová strana), 82 598 hlasů, tj. 2,70 %
8. Sari Essayah(ová) (křesťanští demokraté), 75 744 hlasů, tj. 2,47 %

Celkem bylo odevzdáno 3 060 771 hlasů (celkem oprávněných voličů 4 402 622, z nich s bydlištěm v zahraničí 230 422), čili hlasovalo 72,8 % voličů, se započtením Finů ze zahraničí 69,7 % voličů. Předběžně hlasovalo 1 415 004 voličů a standardně v den volby 1 655 425 voličů. 9 658 hlasů, tedy 0,31 % bylo neplatných. V prvním kole nikdo z kandidátů nedosáhl většinového počtu hlasů (50% + 1 hlas z odevzdaných).

### Druhé kolo
Do druhého kola (5. února 2012) postoupili první dva kandidáti. Výsledky byly následující:
1. Sauli Niinistö, 1 802 328 hlasů, 62,59 %
2. Pekka Haavisto, 1 077 425 hlasů, 37,41 %

Celkem bylo odevzdáno 2 879 753 hlasů,  čili hlasovalo 68,9 % voličů. 25 133 hlasů, tedy 0,87 prosenttia bylo neplatných (rekordní počet). Prezidentem Finské republiky se stal Sauli Niinistö.